# 潘英
潘英（1417年—？），字時彥，浙江紹興府餘姚縣人，軍籍。明朝政治人物。進士出身。

## 生平
正統六年（1441年）辛酉科浙江鄉試第四十名。正統七年（1442年）壬戌科會試第九十八名，殿試登進士第二甲第十六名。

## 家族
曾祖潘允中。祖父潘尚志。父亲潘伯儀。